# Unione Civica Radicale Antipersonalista
L'Unione Civica Radicale Antipersonalista (Unión Cívica Radical Antipersonalista in spagnolo) (acronimo UCRA) fu un partito politico argentino nato da una scissione interna all'Unione Civica Radicale nel 1924. Nelle elezioni del 1928 presentò la candidatura di Leopoldo Melo, che perse contro Hipólito Yrigoyen, il candidato della UCR. A partire dal 1932, fece parte della coalizione nota come Concordancia, che vinse le elezioni del 1931 e del 1937, quest'ultima vide uno dei suoi principali esponenti, Roberto M. Ortiz, diventare Presidente della Nazione. L'UCRA faceva parte di un ampio movimento che si definiva "anti-personalista", che metteva in discussione la figura di Yrigoyen (presidente dal 1916-1922/1928-1930), che accusavano di essere "personalista" e antidemocratico.

## Storia
L'UCRA dava la massima importanza al principio politico di "impersonalità della coalizione" proposto da Leandro N. Alem come una delle quattro bandiere del radicalismo e criticava la leadership verticistica e personalista di Hipólito Yrigoyen. Molti anti-personalisti provenivano dalla corrente di Alem nei primi anni di vita dell'UCR, chiamati i rossi, opposta a quella yrigoyenista, chiamati i lirici.
Quando Marcelo T. de Alvear succedette a Yrigoyen come presidente, si verificò un forte scontro tra i due leader radicali che acuì la divisione interna all'UCR. Molti radicali anti-personalisti, come Vicente Gallo, Roberto M. Ortiz e Tomás Le Breton, furono così nominati ministri da Alvear.
Nell'ottobre del 1924 nacque l'Unione Civica Radicale Antipersonalista sotto la guida di Melo e Gallo, affiancati tra gli altri da Le Breton, José P. Tamborini, José C. Crotto, i principisti di Entre Ríos guidati da Miguel Laurencena ed il futuro Presidente della Nazione Ortiz. Anche i lencinisti di Mendoza e i bloquisti di San Juan si unirono al Radicalismo anti-personalista, pur senza perdere la loro identità. Anche Alvear appoggiò gli antipersonalisti, pur tuttavia non unendosi mai apertamente a loro. Quando poi nel 1926 l'antipersonalismo tentò di operare nella provincia di Buenos Aires per intaccare le possibilità elettorali dell'yrigoyenismo, Alvear lo impedì, compromettendone seriamente gli obbiettivi.
Nel 1927 l'UCRA scelse Melo come suo candidato alla presidenza, accompagnato da Gallo per la vicepresidenza, che fu subito appoggiato dalla Confederación de las Derechas, una coalizione che unificò l'intero spazio conservatore in contrapposizione alla candidatura di Yrigoyen. Le elezioni si tennero il 1º aprile 1928 e videro contrapposti due candidati radicali. La vittoria di Yrigoyen fu però schiacciante: 840.000 voti contro i 440.000 del duo Melo-Gallo.
Molti anti-personalisti parteciparono attivamente al colpo di stato militare del 6 settembre 1930, guidato da José Félix Uriburu, che rovesciò Yrigoyen e segnò l'inizio del decennio infame. La stessa UCRA espresse il suo sostegno al nuovo governo militare in un manifesto il 25 settembre successivo.
Nel 1932, l'UCRA entrò nella coalizione Concordancia insieme al Partido Democratico Nazionale e al Partito Socialista Indipendente. In quello stesso anno, in occasione delle elezioni presidenziali, nelle quali l'yrigoyenismo era stato proscritto e l'UCR aveva imposto ai suoi elettori l'astensione, il candidato dell'alleanza Agustín P. Justo riuscì ad imporsi grazie a brogli ed intimidazioni. 
L'UCRA partecipò al governo di Justo con tre ministri: Melo come ministro dell'Interno, Ortiz, come ministro delle Finanze, e Manuel de Iriondo. Negli anni '30, il blocco di deputati dell'UCRA disponeva di circa deputati.
Nel 1937, il radicale anti-personalista Roberto M. Ortiz, candidato della Concordancia, vinse le elezioni presidenziali, sempre caratterizzate da brogli e violazioni, imponendosi sul candidato dell'UCR ed ex presidente Marcelo T. de Alvear.
Nel 1932, il blocco dei deputati radicali anti-personalisti contava 60 deputati. Dopo la rivoluzione del 43 che rovesciò il governo di Ramón S. Castillo e pose fine al decennio infame, l'UCRA perse rapidamente d'importanza. Gli antipersonalisti vennero emarginati dagli altri partiti che non avevano dimenticato il loro ruolo avuto nella decada precedente. Nel 1946-1947 l'UCRA riuscì ad eleggere un solo un deputato, Julio Agustín Vanasco.
| Controllo di autorità | VIAF (EN) 316878847 · LCCN (EN) n2015047461 |